# Cássio Ramos
Cássio Ramos oder kurz Cássio (* 6. Juni 1987 in Veranópolis) ist ein brasilianischer Fußballspieler auf der Position des Torwarts, der zurzeit bei dem brasilianischen Erstligisten Cruzeiro Belo Horizonte unter Vertrag steht.

## Karriere

### Grêmio
Cássio gab sein professionelles Debüt am 26. Oktober 2006 für Grêmio Porto Alegre bei einem 2:1-Auswärtssieg gegen Fluminense FC.

### PSV Eindhoven
Sein erstes Spiel für PSV Eindhoven bestritt er im Januar 2009. Nach schwächeren Leistungen spielte er in der Saison 2010/11 für die zweite Mannschaft des Vereins. Am 28. September 2011 wurde sein Vertrag im gegenseitigen Einverständnis aufgelöst und Cássio kehrte nach Brasilien zurück.

### Corinthians
Nachdem sein Vertrag bei PSV Eindhoven aufgelöst worden war, wurde er von Corinthians São Paulo verpflichtet. Dort nahm er am 27. April 2012 den Platz von Stammtorwart Júlio César ein. Sein Debüt für Corinthians gab er am 2. Mai 2012 beim Achtelfinalhinspiel gegen CS Emelec im südamerikanischen Pokalwettbewerb Copa Libertadores. Das Spiel endete torlos und Cássio wurde zum Spieler des Tages gewählt. In den restlichen sieben Spielen des Wettbewerbs stand Cássio stets in der Startaufstellung und trug maßgeblich zum Titelgewinn des Vereins bei. Am 26. Dezember 2012 gewann er mit seinem Verein die FIFA-Klub-Weltmeisterschaft mit einem 1:0 gegen den FC Chelsea. Später wurde er für seine starken Leistungen in diesem Turnier mit dem Goldenen Ball belohnt.
Im Mai 2024 verließ Cassio den Klub. Er wechselte zum Cruzeiro EC aus Belo Horizonte. Er sollte hier Rafael Cabral ersetzen, welche an Grêmio Porto Alegre ausgeliehen wurde, nach dem dieser in Kritik geraten war. Der Kontrakt erhielt eine Laufzeit bis Jahresende 2027.

## Nationalmannschaft
Seit 2007 erhielt Cássio Berufungen in den A-Kader der brasilianischen Nationalmannschaft. Am 10. November 2017 erhielt er im Freundschaftsspiel gegen Japan seinen ersten Einsatz, nachdem er nach der Halbzeitpause eingewechselt wurde. Außerdem wurde Cássio zur Weltmeisterschaft 2018 in Russland als dritter Torwart in den Kader Brasiliens berufen. Ebenso war Cássio im Zuge der Copa América 2019 im Kader der Mannschaft. Mit dieser konnte er den Titel gewinnen. Zu einem Einsatz kam er in den sechs Spielen nicht.

## Erfolge
PSV Eindhoven
- Johan Cruijff Schaal: 2008

Corinthians
- Copa Libertadores: 2012
- FIFA-Klub-Weltmeisterschaft: 2012
- Staatsmeisterschaft von São Paulo: 2013, 2017, 2018, 2019
- Campeonato Brasileiro: 2015, 2017

Nationalmannschaft
- Copa América: 2019

## Auszeichnungen
Corinthians
- FIFA-Klub-Weltmeisterschaft 2012: Goldener Ball
- Prêmio Craque do Brasileirão – Mannschaft des Jahres: 2015
- Copa do Brasil 2018: Bester Torwart des Turniers[4]
- Bola de Prata – Mannschaft des Jahres: 2022[5]